# Nävelsjöns naturreservat
Nävelsjön är ett naturreservat i Vetlanda kommun i Jönköpings län i Småland.
Området är skyddat sedan 2008 och är 25 hektar stort. Det är beläget strax nordöst om Nävelsjö kyrka och består av en våtmark.

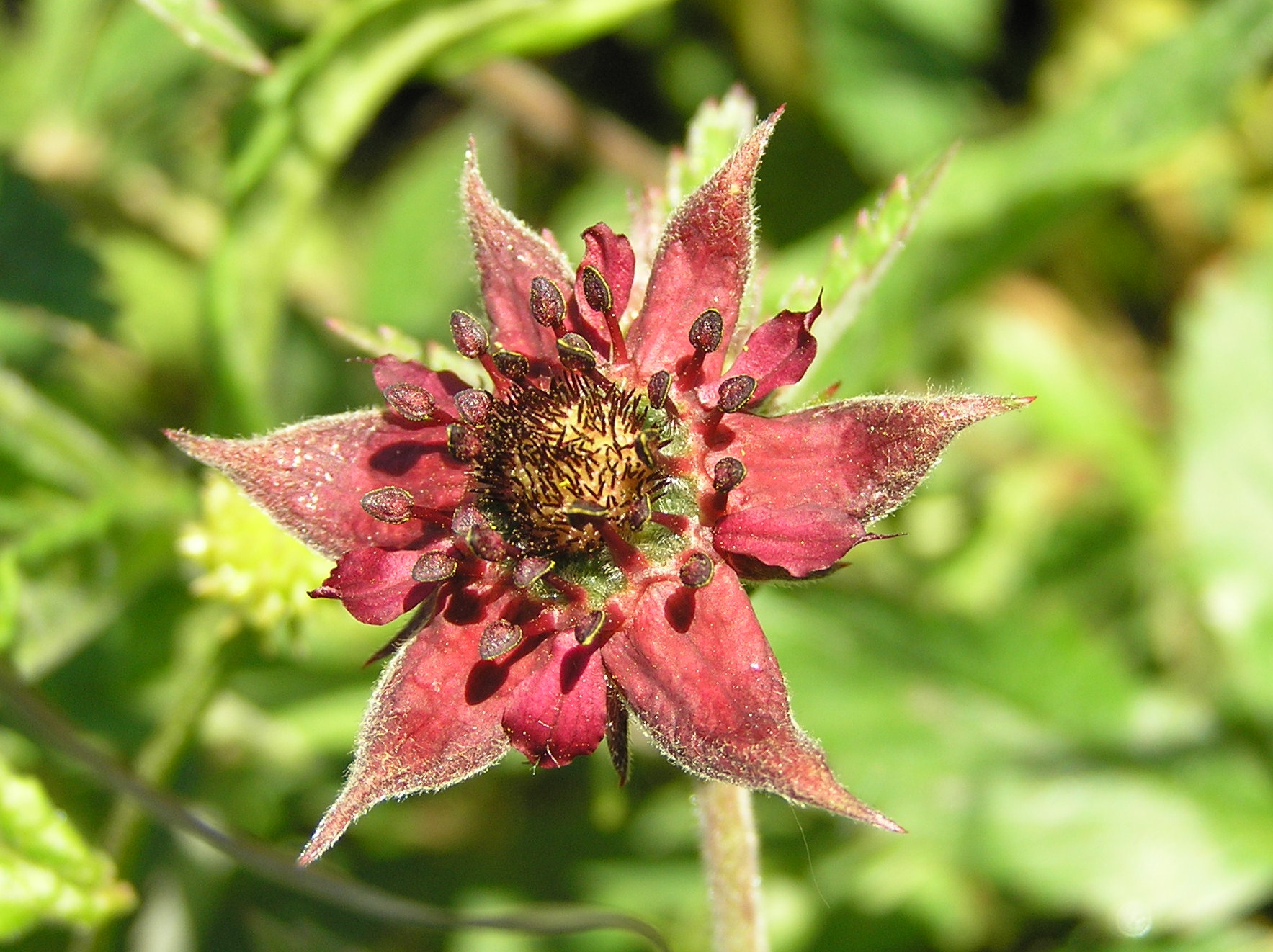
Kråkklöver

Nävelsjön sänktes omkring år 1850 för att skapa nya jordbruksmarker. Den gamla sjöbotten användes sedan till bete och slåtter. Senare har markerna övergivits och börjat växa igen. Större delen är en starrmad. I området växer mycket hundstarr, flaskstarr, kråkklöver, vattenklöver och svärdslilja. Längs reservatets västra gräns rinner Emån.
Sjön är en viktig rastplats för flera fågelarter såsom årta, skedand, brunand, sångsvan, kricka, blå kärrhök, dvärgbeckasin och stjärtand. I närheten häckar gulärla, rosenfink, gräshoppssångare och lärkfalk. 